# Ondřej Sokol
Ondřej Sokol (n. 16 octombrie 1971) este un regizor, actor și traducător ceh.
Sokol s-a născut în Šumperk, Cehoslovacia. După ce a studiat cinci ani la facultatea de teatru din cadrul Academiei de arte performante din Praga (DAMU) s-a alăturat unui teatru din Mladá Boleslav. Trei ani mai târziu s-a mutat la The Drama Club din Praga.